# Машаду Гимарайнш, Бернардину Луиш
Бернардину Луиш Машаду Гимарайнш (порт. Bernardino Luís Machado Guimarães; 28 марта 1851, Рио-де-Жанейро, Бразилия — 29 апреля 1944, Фамаликан, Португалия) — португальский политик-демократ. 3-й и 8-й президент Португальской Республики, был свергнут в ходе Национальной революции 1926 года.

## Биография
Ранние годы провел в Бразилии, где прожил до достижения 9 лет, когда вся семья переехала в Португалию, муниципалитет Фамаликан. Изучал философию и математику в Коимбрском университете (с 1866 года), где получил степень доктора.
Член Американского антикварного общества.

## Награды
Награды Португалии
| Страна     | Дата                            | Награда                                            | Награда                                                   | Литеры |
| ---------- | ------------------------------- | -------------------------------------------------- | --------------------------------------------------------- | ------ |
| Португалия | 11 декабря 1925 — 31 мая 1926   | Кавалер Тройного ордена как Президент Португалии   | Кавалер Тройного ордена как Президент Португалии          |        |
| Португалия | 11 декабря 1925 — 31 мая 1926   | Гроссмейстер                                       | Военного Ордена Башни и Меча, Доблести, Верности и Заслуг |        |
| Португалия | 6 августа 1915 — 5 декабря 1917 | Гроссмейстер                                       | Военного Ордена Башни и Меча, Доблести, Верности и Заслуг |        |
| Португалия | 6 октября 1917 —                | Кавалер Большого креста                            | Военного Ордена Башни и Меча, Доблести, Верности и Заслуг | GCTE   |
| Португалия | 11 декабря 1925 — 31 мая 1926   | Гроссмейстер ордена Христа                         | Гроссмейстер ордена Христа                                |        |
| Португалия | 11 декабря 1925 — 31 мая 1926   | Гроссмейстер ордена Святого Беннета Ависского      | Гроссмейстер ордена Святого Беннета Ависского             |        |
| Португалия | 11 декабря 1925 — 31 мая 1926   | Гроссмейстер Военного ордена Святого Якова и Меча  | Гроссмейстер Военного ордена Святого Якова и Меча         |        |
| Португалия | 30 июня 1980 —                  | Кавалер Большого креста ордена Свободы (посмертно) | Кавалер Большого креста ордена Свободы (посмертно)        | GCL    |

Награды иностранных государств
| Страна  | Дата   | Награда                         | Награда                         | Литеры |
| ------- | ------ | ------------------------------- | ------------------------------- | ------ |
| Испания | 1917 — | Кавалер цепи ордена Карлоса III | Кавалер цепи ордена Карлоса III |        |